# عبد الحميد الأتاسي
عبد الحميد كمال عبد الحميد الأتاسي، هو ناشط سياسي، ومهندس سوري، وعضو الأمانة العامة لإعلان دمشق في المنفى.

## مولده، وسيرته
ولد في باب هود بحمص عام 1932م، ودرس فيها ثم في المدرسة اليسوعية ببيروت، وانتقل إلى فرنسا فالتحق بكلية الهندسة بإحدى أعرق جامعات فرنسا ، ايكول سنترال بباريس، في الخمسينات، وهناك كان للأتاسي نشاط سياسي ملحوظ في نصرة ثورة الجزائر التي كانت ترزح تحت وطئ الاستعمار الفرنسي، وبسبب نشاطه المعادي للاستعمار، فصل عن الجامعة، فانتقل إلى تشيكوسلوفاكيا لمتابعة دراسته، وتخرج مهندسا مدنيا، من معهد التكنيك العالي بجامعة براغ عام 1963م.
عاد الأتاسي بعدها إلى سورية ولكنه اضطر لتركها إلى فرنسا في عام 1976م بسبب نشاطه السياسي المعادي للنظام.
نشط الأتاسي في باريس، من أجل الديمقراطية في سورية، بالتعاون مع فاروق مردم بك، ومنذر إسبر، وصبحي الحديدي، وبشار رحماني، فايز ملص، وماجد نعمة، وسلوى النعيمي، بهدف مساندة جهود إحياء المجتمع المدني، والمطالبة بتغييرٍ ديمقراطي جوهري في سورية، وهو تجمع للمعارضة يضم شخصيات مستقلة وبعض ممثلي الأحزاب المعارِضة، يدعو إلى إلغاء حالة الطوارئ والأحكام العرفية، وإلى الإفراج عن المعتقلين، والسماح بعودة المنفيين، وإنهاء دور الأجهزة الأمنية في الحياة العامة، وتحقيق سيادة القانون والتعددية السياسية. انتخب الأتاسي في المؤتمر الأول للمجلس الوطني لإعلان دمشق في المهجر عضوا في الأمانة العامة الذي جرى في 6-7 تشرين الثاني (نوفمبر) من عام 2010م بأغلبية الأصوات في بروكسل وانتخب أيضا أمين سر لها. وكان من قادة المعارضة السورية خارج البلاد، ظهر مرات على شاشات الفضائيات العالمية ليتحدث عن ثورة سورية التي قامت في مارس من عام 2011م.
وقد شاركت ابنته السيدة لمى عبد الحميد الأتاسي، متحدثة عن نساء سورية، في مؤتمر المعارضة في أنطاليا، في آخر أيار (مايو) من ذلك العام.

## بعد تشكيل المجلس
ولما تشكل المجلس الوطني السوري في ايلول من عام 2011م في إسطنبول جامعا للمعارضة، وليكون الممثل الرسمي للسوريين بدلا عن النظام، اختير الأتاسي عضوا فيه، وفي الدورة الأولى للمجلس في 16-17 تشرين الأول انتخب عضوا في أمانته العامة.

## وصلات خارجية
- اجتماع المجلس الوطني لإعلان دمشق في المهجر على يوتيوب، قناة الإعلام السوري الحر على يوتيوب، 2 ديسمبر 2010